# Loxosceles persica
Espèce
Loxosceles persica est une espèce d'araignées aranéomorphes de la famille des Sicariidae.

## Distribution
Cette espèce est endémique d'Iran. Elle se rencontre dans des grottes des provinces de Fars de Yazd et du Khouzistan.

## Publication originale
- Tahami, Zamani, Sadeghi & Ribera, 2017 : A new species of Loxosceles Heineken & Lowe, 1832 (Araneae: Sicariidae) from Iranian caves. Zootaxa, no 4318(2), p. 377-387.